# Sociedade Esportiva Palmeiras de 1914 a 1942

Cruz de Savoia Primeiro distintivo utilizado pelo Palestra Itália em 1915

Esta é a página sobre a história da Sociedade Esportiva Palmeiras entre o período de 1914 a 1942, período em que o clube ainda se chamava Palestra Itália.

## Primórdios
Em 1914, duas equipes italianas, o Torino Football Club e o Pro Vercelli visitaram o Brasil para realizar alguns jogos, na mesma época em que ocorria a dissidência de fundadores do Sport Clube Corinthians após quase três anos de parceria entre imigrantes turcos, italianos e ingleses. Quatro imigrantes italianos (Luigi Cervo [Luís], Ezechiele Simone [Ezequiel], Luigi Emanuele Marzo [Luís Manuel] e Vitaliano Rotellini [Vicente]) que moravam no "italianíssimo" bairro do Brás encantaram-se com os dois times e decidiram por fundar um clube para os italianos e descendentes. Vitaliano Rotellini era um dos fundadores do jornal italiano de São Paulo Fanfulla. Na edição do dia 19 de Agosto de 1914, convidou os italianos para participarem da reunião de fundação do Palestra Itália. O nome já era decidido na carta.
Muitos participantes convidados da reunião acreditavam que a intenção dos fundadores era a criação de um clube para recitais e balés, mas os quatro fundadores não mudariam de ideia e formariam o clube de futebol. Depois de ásperas e longas discussões, era criado, em 26 de Agosto de 1914, o Palestra Itália.
Ezequiel Simone, um dos quatro idealizadores da agremiação, tornou-se o primeiro presidente. Viu-se porém, pressionado, já que além de não ter dinheiro, os outros 46 participantes e fundadores também se viam no direito de tornarem-se presidentes. Sob tamanha pressão, Ezequiel ficou apenas dezenove dias no cargo.

## Década de 1910

### Primeiro jogo
Na Europa, a Itália estava em guerra contra a Alemanha. A solução para suprir a demanda humana dos exércitos italianos era convocar italianos que viviam pelo mundo afora. E Vaccari foi convocado, tendo de deixar o país para onde recentemente havia se mudado. Devido a isso, Vacari teve de ser sucedido por Leonardo Paseto. Paseto ficou pouco tempo em grande dificuldade antes de tentar tomar uma decisão influenciada pela falta de dinheiro que resultava no não pagamento de contas como água e luz: o fim do clube.
Luigi Cervo, que sempre fora calmo, ouviu a declaração, e contrariamente aos seus tranquilos modos, deu um murro na mesa e disse que a solução era organizar uma partida. 
O adversário seria a também equipe italiana de Sorocaba, o Savoia de Votorantim, o jogo foi marcado para um domingo, dia 24 de Janeiro de 1915. Às quinze horas do dia, as duas equipes entram em campo. A partida foi vencida pelo Palestra, placar de 2-0, com gols de Bianco e Alegretti, cabendo ao primeiro a honra de marcar o primeiro gol da história do clube.
Com esta vitória, o clube tentaria entrar para a APEA (a entidade que regia o futebol paulista na época).

### Entrando na APEA
Quando os integrantes do clube foram fazer a filiação para entrar na APEA (a entidade que regia o futebol paulista na época), estes pensavam que uma vitória sobre o Savoia seria o suficiente para a associação aceitá-los. Entretanto, a APEA queria que o time vencesse um adversário de peso. Foi escolhido então para um amistoso o Santos, que na época era uma equipe forte. Na partida, porém o Palestra Itália não obteve êxito: 7 - 0 para o adversário, e a aceitação na APEA mais distante. O abatimento entre os jogadores e sócios foi imenso. Sabia-se que o time de futebol não era ruim, mas o adversário (Santos), já possuía uma melhor estrutura, até porque este já existia há três anos. 
Para entrar no Campeonato Paulista de 1916, seria necessária a saída de uma equipe que já estivesse garantida no torneio. Ou seja, na teoria, alguém haveria de desistir. O clube foi um fundado por ingleses, o Wanderers. Na realidade este não desistiu, mas pagou a seus jogadores uma quantia por vitória. Na época o futebol não era um esporte profissional no país, e as entidades que pagassem a seus atletas eram punidas. A APEA sabendo disso desligou os ingleses de seu campeonato, e assim surgia a vaga para o Palestra.

### O primeiro campeonato
As emoções eram grandes às vésperas da estreia que marcaria a primeira participação do Palestra Itália em campeonatos, este que seria o Paulista de 1916. A partida inicial seria contra o Mackenzie, uma das melhores equipes paulistas da época, ao lado do Club Athletico Paulistano. A equipe adversária entrava como favorita, já que além de ser uma das principais e melhores equipes paulistas da época, o Palestra vinha de uma enorme derrota para o Santos, não tinha tanta estrutura e havia entrado na competição devido à penalização sofrida pelo Wanderers. O placar do jogo, porém, não refletiu as disparidades entre as duas equipes, já que o placar foi de um empate por 1-1, tendo sido o gol palestrino marcado por Vescovini. Este seria o primeiro de muitos gols do Palestra/Palmeiras em campeonatos. Entretanto, o empate contra a grande equipe adversária viria a ser praticamente apenas uma surpresa isolada.
A equipe não fez boa campanha no campeonato e terminou a competição com números baixos, ficando em penúltimo lugar, acima apenas da Associação Atlética das Palmeiras, acumulando três vitórias, dois empates e sete derrotas, com dezenove gols marcados e vinte e três sofridos. O campeão do ano seria o Paulistano, que venceu na final o Santos.

### Campeonato Paulista de Futebol de 1917
A campanha anterior que fora, muito ruim para o clube, deixou muitos integrantes e torcedores do clube abalados. A diretoria não desejava repetir uma campanha semelhante, o que a levou a investir no elenco, apesar do esporte à época ser totalmente amador no Brasil. Trouxe para a equipe atletas como Giovanni del Ministro, Bertolini, Martinelli e Heitor, até hoje maior artilheiro da história do clube. Antes de iniciar-se o campeonato, uma partida contra o atual campeão, o Paulistano já viria a renovar os ânimos do elenco, na qual o Palestra venceu por 3-2. No campeonato, a campanha passa finalmente a imagem de um grande time, com dez vitórias, cinco empates e uma derrota em dezesseis partidas. 
Outra partida contra o Paulistano, justamente no dia do terceiro aniversário do clube, terminaria em vitória, sendo esta por 1-0. Porém, apesar da grande campanha, o clube terminou em segundo lugar, dois pontos atrás do próprio Paulistano.

### O primeiro clássico
Antes mesmo de se enfrentarem, Palestra e Corinthians já nutriam grande rivalidade, afinal, as massas populares e principalmente os imigrantes italianos e ítalo-brasileiros de São Paulo se dividiam entre palestrinos e corintianos (como é até hoje).
Nem mesmo o Paulistano, que havia conquistado o paulista em várias oportunidades, tinha tanto apelo entre os torcedores. Além disso, havia grande discussão nas ruas de São Paulo para se saber "quem era o melhor", já que o Corinthians havia vencido o campeonato organizado pela Liga Paulista e o oficial em 1914. Sendo assim, as duas equipes já entraram em campo no dia 6 de Maio de 1917 com um atrativo a mais na partida. O jogo prometia uma vitória corintiana, já que o Corinthians contavam com bons jogadores, como Neco que ao lado de Heitor era um dos maiores goleadores da época. Porém, o Palestra vinha com seus reforços e outros jogadores que já atuavam a relativo tempo na equipe. 
"No começo do segundo tempo, tudo parecia indicar que o desfecho da pugna seria o mesmo do primeiro tempo. Decorridos, porém, 15 minutos de arremetidas e defesas, quase todas bem feitas, Caetano, extrema-direita do Palestra, recebe a esfera e, num belo rush, aproxima-se do goal contrário e, ainda um pouco distante, desfere um fortíssimo shoot enviesado ao retângulo defendido por Achiles Russo."— Jornal Correio Paulistano
Caetano ainda marcou outros dois gols, uma aos vinte e cinco minutos e aos quarenta e quatro minutos, do Segundo Tempo, decretando a primeira vitória na história do confronto.

#### Fato curioso
Além de ser um dos principais atacantes no futebol em sua época, Heitor Marcelino tinha outra habilidade: o basquete. Em 1928, ele seria titular da equipe deste esporte no Palestra Itália.

### Rompimento com a APEA
Em 1918, alguns fatos negativos, como a "perseguição" que sofria o Palestra dos árbitros, viriam a fazer a diretoria do alviverde (então tricolor, já que levava as três cores italianas no uniforme) tomar uma decisão drástica: abandonar a APEA. O período coincidiu com o estouro da gripe espanhola na Europa e também em São Paulo. O clube cedeu suas instalações na Rua Libero Badaró à Cruz Vermelha, fazendo de lá um hospital. Tal ação fez com que o clube ganhasse simpatia do povo e da imprensa, sendo que esta última pediu que os diretores voltassem para a APEA. fato que aconteceu na edição seguinte do campeonato.

## Década de 1920

### Primeiro titulo
A Primeira Guerra Mundial havia recentemente acabado, e o Palestra Itália iniciava um ano que marcaria sua história, tal como muitos outros: 1920 viria a ser o ano do primeiro título verde. O Palestra novamente se dizia fortemente prejudicado pela arbitragem. Em partida contra o Corinthians, além de sofrer dois gols polêmicos, o Palestra ainda teve de lidar com Neco agredir o goleiro palestrino Primo a pontapés.
Apesar do clube liderar a competição com campanha excelente, a diretoria tentou novamente deixar o campeonato, já que o clube sempre era largamente prejudicado pela arbitragem. A APEA alegou que caso excluísse o Palestra, não garantiria sua participação no ano seguinte, e não poderia tirar todos os clubes que se dissessem prejudicados.
Tendo que continuar jogando, o clube continuou com grande campanha. Porém, mesmo assim, empatou em pontos e vitórias com o Paulistano. Além disso, o ataque do Paulistano era melhor, a defesa do Palestra era superior. Seguindo as regras, haveria uma partida de desempate.
O local foi o campo neutro da Chácara da Floresta, e a data, 19 de Dezembro. As duas equipes entram em campo com objetivos distintos. Obviamente, as metas eram iguais, ser campeão, mas se o Palestra tentava o feito pela primeira vez, o adversário tentava manter a hegemonia no estado e ser pentacampeão.
No primeiro tempo da partida, placar de zero a zero. No segundo, logo aos cinco minutos de jogo, Martinelli inaugurou o placar para o Palestra. Pouco tempo durou o placar parcial, já que um minuto depois o Paulistano empata a partida com gol de Mário. Porém, aos trinta e dois minutos, Forte fez o segundo gol para o Palestra e recolocou a equipe à frente no marcador. Os últimos minutos do jogo foram de enorme pressão do Paulistano. Porém, ao fim do tempo regulamentar, o árbitro trilou o apito final, e pela primeira vez, o Palestra foi campeão.

### Segundo titulo
Em 1926, o clube chega a sua segunda conquista da história. O Paulistano desejava manter o domínio no futebol paulista. Vendo que surgiam forças alheias, Palestra Itália e Corinthians, o clube pediu licença à APEA, utilizando-se do falso motivo que não havia podido inscrever um atleta devido a problemas contratuais. Na verdade, sabia-se que a real intenção era manter sua hegemonia, e para isso, lá foi com dois grandes da época, o Germânia e o AA das Palmeiras fundar a LAF, Liga de Amadores do Futebol. 
Sem as principais potências do futebol pela frente, e com apenas um adversário de qualidade como adversário (o Corinthians), o caminho para o título ficou mais aberto. E o Palestra não apenas conquistou o título, como venceu de forma incontestável: 100% de aproveitamento, vencendo de ponta a ponta. Além da vitória indiscutível, o clube ainda contou com o artilheiro, Heitor, com 18 gols.

## Década de 1930

### Maior goleada do Derby
Em 1933, uma partida marcaria para sempre a história de Palmeiras e Corinthians. Em clássico disputado, a equipe alviverde aplica no rival a maior goleada da história no Derby Paulista: 8-0.

### Mudança de nome
Em 1939 inicia-se a Segunda Guerra Mundial, na qual alemães, italianos e japoneses lutam contra os Aliados. Em 1942, um fato sem relação com o futebol vem a mudar a história do clube: o Brasil entra na guerra, para apoiar os aliados contra o Eixo. O governo institui que qualquer instituição de qualquer espécie que tivesse nome ligado aos três países do eixo teria de ser mudado. Caso contrário, seria confiscado e fechado. Sem fugir à regra, os diretores do Palestra organizaram uma reunião para decidir qual seria o novo nome.
São sugeridas várias opções, entre elas Brasil, Piratininga e Palestra São Paulo. A escolha final ficar por Sociedade Esportiva Palmeiras, cujas cores são o verde e branco (o vermelho foi retirado por fazer alusão à bandeira italiana). Na escolha do novo nome, foi levado em conta o fato do escudo já levar a letra P, além de vários atletas da equipe já terem atuado pela Associação Atlética das Palmeiras.

#### Arrancada heroica
De nome novo, o Palmeiras vai a campo para decidir mais um grande título: o Paulista de 1942. Vinha fazendo grande campanha, sem perder nenhum jogo até então. A partida decisiva seria contra o São Paulo, na penúltima rodada. A equipe alviverde entra em campo, saudada por gritos de "Palmeiras! Palmeiras! Brasil! Brasil!" e carregando a bandeira nacional à frente. Na partida, tudo corria bem até os 19 minutos do segundo tempo, quando o Palmeiras, que vencia por 3-1, teve um pênalti a seu favor, marcado pelo árbitro Jaime Janeiro Rodrigues, após entrada do são-paulino Virgílio em Og Moreira. Virgílio foi expulso, e o capitão do São Paulo, Luisinho Mesquita impediu a cobrança.
Em um ato inconsequente, o time são-paulino retirou-se do campo. Sem adversário para o Palmeiras, o árbitro encerrou o jogo e o Palmeiras pela primeira vez foi campeão com seu novo nome, a nona vez na história.